# 제3항공단 (항공자위대)
제3항공단(일본어: 第3航空団 다이산코쿠단[*], 영어: 3rd Air Wing (3rd AW))는 미사와 기지에 있는 항공자위대의 항공단이다.

## 역사
부대는 1957년 12월 1일에 마쓰시마 기지에서 제3항공단으로 창설되어, 이듬해 1958년 5월 12일 고마키 기지로 이사하였다. 10월 6일에 F-86D를 운용하는 제101비행대가 기후 기지에서 건너와 제3항공단으로 전속하였다.
항공단의 추가 부대로서 1959년 3월 1일에 제101비행대와 똑같이 F-86D를 운용하는 제102비행대, 1960년 3월 1일에 제103비행대가 창설되었다. 그러나 제103비행대는 이듬해 1961년 6월 9일에 지토세 기지의 제2항공단으로 전속하였다.
1962년 3월 15일, F-86D부대인 제105비행대가 고마키 기지에서 창설되었으나, 5년 뒤의 1967년 12월 1일에 제102비행대와 함께 해체되었다. F-86F를 운용하는 제8비행대가 소속부대인 제82항공대의 해체에 따라 제3항공단으로 전속하였다.
1968년 10월 1일, 제101비행대가 해체되었다.
1978년 3월 31일, 제3항공단이 미사와 기지로 이사하였다. 같은 해 12월 1일 하치노헤 기지의 제3비행대가 소속부대인 제81항공대의 해체로 제3항공단으로 전속하였다.
제8비행대의 기종이 1980년 2월 29일에 F-1로, 1997년 3월 18일 F-4EJ로, 2008년 4월 1일에 F-2로 전환되었다.
제3비행대의 기종이 2001년 3월 27일에 F-2로 전환되었다.
1985년에 항공단의 비행군에 창설되었던 항공지원대(航空支援隊)가 2014년 8월 1일에 항공전술교도단으로 전속하였다.
2016년 7월, 제8비행대가 쓰이키 기지의 제8항공단으로 전속하였다.
2020년 3월 26일, 제3비행대가 햐쿠리 기지의 제7항공단으로 전속, 12월 16일에 제301비행대가 제3항공단으로 전속하였다.

## 부대
- 제301비행대, F-35A, T-4
- 제302비행대, F-35A, T-4
- 제3기지방공대

### 이전
- 제3비행대, 1971년 12월 1일 ~ 2020년 3월 26일
- 제8비행대, 1967년 12월 1일 ~ 2016년 7월
- 제101비행대, 1958년 10월 6일 ~ 1968년 10월 1일
- 제102비행대, 1959년 3월 1일 ~ 1961년 6월 9일
- 제103비행대, 1960년 3월 1일 ~ 1961년 6월 9일
- 제105비행대, 1962년 3월 15일 ~ 1967년 12월 1일

## 계보
- 1957년 12월 1일, 第3航空団→제3항공단

## 참고
1. ↑  “集まれ!日本の戦闘機部隊 航空自衛隊、過去の戦闘機部隊”. JWing (일본어) 121 (2008-9). イカロス出版: 52.
2. 1 2  Jwing No.214 2016, 36쪽.
3. 1 2  Jwing No.214 2016, 34쪽.
4. ↑  “空自に今夏「航空戦術団」 敵基地攻撃能力を研究 北ミサイル念頭に” (일본어). 産経ニュース. 2014년 1월 3일. 2021년 1월 12일에 확인함.
5. ↑  “＜三沢基地＞空自第8飛行隊 福岡へ” (일본어). 河北新報. 2016년 7월 13일. 2016년 8월 7일에 원본 문서에서 보존된 문서. 2021년 1월 12일에 확인함.

- 松崎豊一. “日本の戦闘機部隊2016 保存版!空自の全15個戦闘機部隊ヒストリー”. Jwing (일본어) 214 (2016-6). イカロス出版.